# Ciepielowice

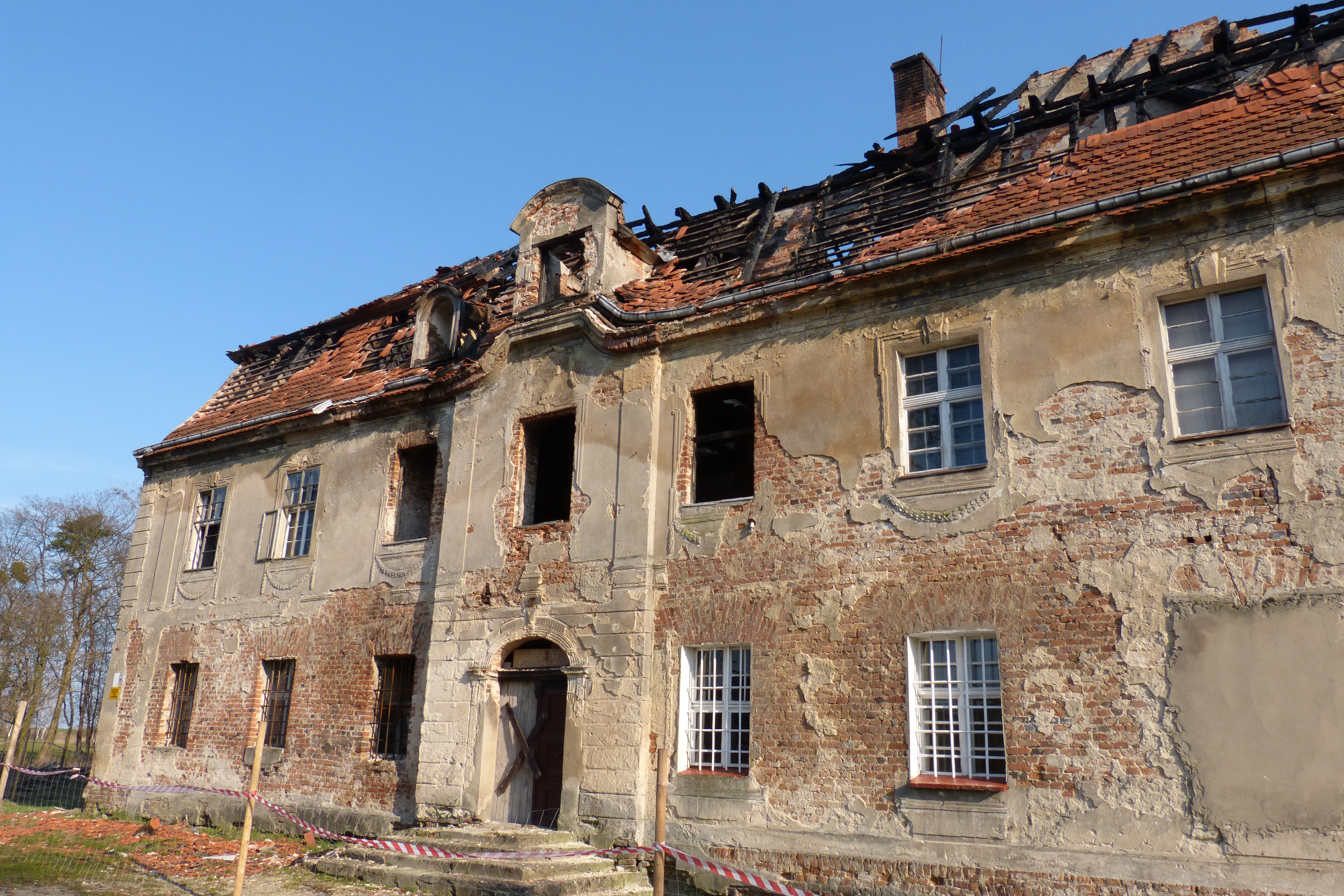
Zachodnie skrzydło pałacu w Ciepielowicach od północnego zachodu. Stan wiosną 2016 roku, po zawaleniu się wieży i pożarze (lipiec i sierpień 2015 r.).

Ciepielowice (niem. Scheppelwitz) – wieś w Polsce położona w województwie opolskim, w powiecie opolskim, w gminie Dąbrowa.

## Nazwa
Nazwa wsi jest patronimiczna od nazwy Ciepiel. W okresie hitlerowskiego reżimu w latach 1936-1945 miejscowość nosiła nazwę Steffansgrund.

## Historia
Od końca XVIII w. wieś posiadała pieczęć gminną, na której wizerunku przedstawiono  serce, z którego wierzchołka wyrastają trzy kwiaty (róże?).

## Zabytki
Do wojewódzkiego rejestru zabytków wpisany jest:
- zespół dworski:
  - Dwór w Ciepielowicach, z 1800 r., XX w.
  - spichrz
  - park, z poł. XIX w.